# Alex Miller (football)
Pour les articles homonymes, voir Alex Miller et Miller.
Alex Miller est un footballeur écossais né le 4 juillet 1949. Il évoluait au poste de défenseur. Après sa carrière de joueur, il se reconvertit comme entraîneur.

## Biographie

### Carrière de joueur
Alex Miller joue principalement en faveur des Glasgow Rangers, club où il évolue pendant 15 saisons, de 1967 à 1982.
Il dispute avec cette équipe huit matchs en Coupe d'Europe des clubs champions, trois en Coupe de l'UEFA, et huit en Coupe des coupes.

### Carrière d'entraîneur
Alex Miller entraîne plusieurs clubs en Écosse, au Japon, en Suède et en Russie. Il est également entraîneur-joueur à Hong Kong.

## Palmarès

### Joueur
- Champion d'Écosse en 1975, 1976 et 1978 avec les Rangers
- Vainqueur de la Coupe d'Écosse en 1973, 1976, 1978, 1979 et 1981 avec les Rangers
- Finaliste de la Coupe d'Écosse en 1969, 1971, 1977, 1980 et 1982 avec les Rangers
- Vainqueur de la Coupe de la Ligue écossaise en 1971, 1976, 1978, 1979 et 1982 avec les Rangers

### Entraîneur
- Vainqueur de la Coupe de la Ligue écossaise en 1992 avec Hibernian
- Finaliste de la Coupe de la Ligue écossaise en 1994 avec Hibernian